# Юберлінген
Юберлінген (нім. Überlingen) — місто в Німеччині, знаходиться в землі Баден-Вюртемберг. Підпорядковується адміністративному округу Тюбінген. Входить до складу району Бодензе.
Площа — 58,67 км2. Населення становить 22 713 ос. (станом на 31 грудня 2020).